# Estadio de Mileto

El Estadio de Mileto era un antiguo estadio griego situado en Mileto, en Asia Menor, la actual Turquía. Hoy en día no queda mucho de él.

## Historia
Fue construido en el período helenístico hacia el 166 a. C. Se supone que fue construido por Eumenes II, como indica una inscripción encontrada en las ruinas. Encaja tan bien en el plano de la ciudad que se cree que se dejó espacio para él en el nuevo plano de la ciudad tan pronto como esta fue reconstruida en el 479 a. C. En el siglo I a. C. y en el periodo romano, entre el 100 y el 200 d. C., se realizaron modificaciones y ampliaciones en el estadio. A principios del Imperio bizantino, en el 500 d. C., pasó a formar parte de la nueva muralla de la ciudad.

## Descripción
Estaba situado en la parte occidental de la península de Mileto, al sur del Puerto del Teatro. Estaba construido en dirección este-oeste. El campo de deportes del estadio era rectangular, con una longitud de unos 192,3 my una anchura de unos 29,6 m. La longitud era, por tanto, 600 pies mayor que la requerida dimensiones del estadio, mientras que la anchura era exactamente de 100 pies. Estas dimensiones se corresponden con las del Estadio de  Olimpia. Además del estadio de Olimpia, el Estadio de Éfeso también se parecía al Estadio de Epidauro y al Estadio de Priene.
El lado norte del estadio tenía 20 filas de asientos, que se elevaban a una altura de 8-9 metros. Se conservan restos del sistema de puertas de salida del estadio, pero se desconoce su función exacta. En el extremo occidental del estadio había un propileos de estilo jónico. Tenía dos columnas entre los muros de antas.
En el lado oeste del estadio se encontraba el llamado Gimnasio de Eumenes II, que formaba parte del mismo complejo. Estaba conectado con el estadio a través del ya mencionado propileos. El estadio, el gimnasio y el propileos se renovaron durante el período imperial romano, a principios del siglo I d. C. En el siglo II d. C., se construyó en el extremo oriental del estadio un gran columnata corintia con ocho columnas en dos filas.